# Bijnamen voor Duitsers
In verschillende talen komen bijnamen voor Duitsers voor.

## Nederlands en Nederlandse streektalen

### Mof
Mof is een scheldwoord voor een Duitser, dat vooral in West-Nederland, Noord-Brabant en Vlaanderen gebruikt wordt. 
Het werd daar tijdens en na de Tweede Wereldoorlog veelvuldig gebruikt, en hoewel het gebruik aan het afnemen is, maakt het woord al honderden jaren deel uit van de Nederlandse taal. Al in 1574 werd het woord voor het eerst opgetekend. In de eerste periode had het woord, aldus het Woordenboek der Nederlandse Taal, vooral betrekking op Duitse soldaten. De dichter Simon van Beaumont gebruikte het woord in die betekenis in 1596.  Ook de toneelschrijver Bredero typeert in zijn toneelstuk Spaanschen Brabander uit 1618 de immigranten uit het oosten met de volgende woorden als profiteurs van de Nederlandse armenzorg: "[...] Maer Moffen, Poep en knoet Dat syn troggelaars tot bedelen opghevoet".
In de 17de en 18de eeuw werd de term toegepast op gastarbeiders, afkomstig van het platteland van de zuidelijke Nederlanden en het westen van Duitsland, die in Amsterdam werk kwamen zoeken als scheepslui.
Het woord zou afgeleid kunnen zijn van het Duitse woord Muff dat knorrepot, naar mens, of iemand met een grote mond zou aanduiden. Over hoe het scheldwoord precies is ontstaan, doen verschillende volksetymologische verhalen de ronde. Een daarvan luidt dat de soldaten van Christoph Bernhard von Galen tijdens het zomerse beleg van Groningen (1672) moffen droegen, wat de Nederlanders verwijfd vonden. In het blad voor "Mathematische Wetenschappen, Natuurwetenschappen en Geneeskunde" uit 1888 wordt hierover eveneens gerept. Een citaat hierover luidt als volgt: "Toen de Bisschop van Munster in 1672 in het oosten van ons land gevallen was, werden de soldaten tegen de strenge koude beschermd door een mof, die met een lederen riem aan den rok bevestigd was. Hiernaar werden de soldaten van de Bisschop door de Overijselenaren spottend moffen genoemd. Toen de Duitschers later veel naar Holland trokken en hier door vlijt en energie rijk werden, wekte dit niet zelden den naijver der Hollanders op. Dit gaf vervolgens aanleiding, dat het scheldwoord mof algemeen op den Duitscher werd toegepast."

### Pruus(j)
In het Limburgs en het Nedersaksisch wordt het woord Pruusj respectievelijk Pruus gebruikt. Een letterlijke vertaling daarvan zou Pruis zijn, van in de tijd dat het koninkrijk Pruisen zowat heel Noord-Duitsland omvatte. De gevoelswaardes van mof en Pruusj vallen dus amper te vergelijken. Pruusj wordt als licht spottend gezien, maar lang niet zo beledigend als mof. Anderzijds noemen bewoners uit Duitse grensdorpjes in Noordrijn-Westfalen waar nog Limburgs wordt gesproken de Duitsers die buiten hun regio wonen ook Prüschen. In deze context krijgt Pruusj weer een andere betekenis, namelijk Duitsers die geen Limburgs spreken. Ook de Duitstalige Belgen gebruiken (blöde) Preusse als vriendelijk bedoeld 'scheldwoord' voor alle Duitsers. Ook in het zuiden van Duitsland wordt een soortgelijk scheldwoord gebruikt voor noordelijke Duitsers.

### Poep

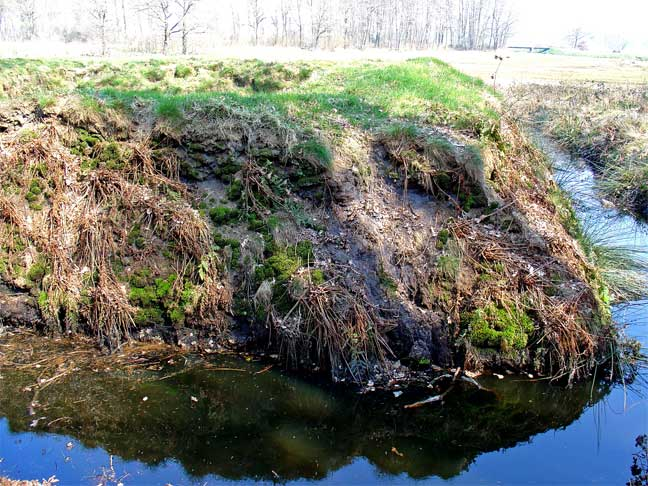
Het Poepenhemeltje, een schans nabij Assen in 1672 opgeworpen ter bescherming van de legertent van "Bommen Berend", die toen Groningen belegerde.

In het noorden van Nederland wordt vaak gesproken van poep. Het gebruik ervan is wat minder denigrerend dan dat van mof. 
Poep wordt soms verondersteld een verbastering te zijn van het Duitse Bube (= jongen) maar dit is niet waarschijnlijk. Iets plausibeler is de verbastering van Paap, omdat het aangrenzende Duitse Münsterland paaps (= katholiek) was (en nog steeds is), in tegenstelling tot het calvinistische noorden van Nederland.
- een blaaspoep is een Duitser die trompet speelt
- blaaspoepenmuziek is Duitse hoempapa
- Poepenland is Duitsland

Tussen Assen en Deurze bevindt zich het Poepenhemeltje, wellicht zo genoemd omdat Bommen Berend daar zijn kamp zou hebben opgeslagen.

## Andere talen

### Frans
In het Frans werd de term boche gebruikt, die ongeveer dezelfde gevoelswaarde heeft als het Nederlandse mof. Het is een afkorting van alboche, een argotwoord voor Duitser (Allemand), maar boche zelf komt mogelijk van bosch (Platduits voor bos), dat verwant is met het Franse bois (hout of bos). Als scheldwoord werd het al in de Frans-Duitse Oorlog (1870-1871) gebruikt en tijdens de Eerste Wereldoorlog werden de Duitsers zo vaak als boches aangeduid dat het een synoniem werd en dat er andere woorden van afgeleid werden (Bochie voor Duitsland). Ook in andere talen werd boche tijdens de Eerste Wereldoorlog wel gebruikt, met name het Nederlands (in België, waar men toen nog niet van Moffen sprak) en ook in het Engels.

### Engels
De Britten gebruikten tijdens de Eerste Wereldoorlog het zeer pejoratieve Huns (Hunnen), dat verwees naar het brute, vrijwel barbaarse gedrag van de Duitse troepen in 1914, maar terugging op de "Hunnenrede" van de Duitse keizer Willem II in 1900 waarin hij de Duitse troepen opriep zich in China te gedragen als Hunnen. Iets meer spottend was Fritz (afkorting van Friedrich), wat ook in het Frans werd gebruikt. In de Tweede Wereldoorlog spraken de Britten ook van jerries (van Germans), waar de term jerrycan (een door de geallieerden overgenomen Duitse uitvinding) van afgeleid werd.
In het Amerikaans-Engels werd ook het woord krauts gebruikt, van Sauerkraut (zuurkool, dat als een typisch Duits gerecht wordt gezien). 

### Duits
In Oostenrijk wordt Piefke gebruikt.
In Duitsland wordt Alman gebruikt voor een autochtone, stereotiepe Duitser. Ook deutscher Michel wordt gebruikt om de stereotiepe Noord-Duitser met slaapmuts aan te duiden. Met Seppl wordt dan weer de Zuid-Duitser en Oostenrijker in bijvoorbeeld korte Lederhose aangeduid.